# 6051 Anaximenes
6051 Anaximenes (1992 BX1) là một tiểu hành tinh vành đai chính được phát hiện ngày 30 tháng 1 năm 1992 bởi Elst, E. W. ở La Silla.